# 百局象棋譜
《百局象棋譜》，中國象棋棋譜，清朝三樂居士編著，出版於嘉慶六年（西元1801年），為清朝四大殘排局譜之一。
百局象棋譜共8卷，107局，但其中車馬絕食與焚書坑儒同局圖，故應為106局。此書特色在於收錄江湖四大排局：七星聚會、野馬操田、蚯蚓降龍、千里獨行，皆複雜多變，頗有研究價值。其他古譜也多少有收錄此四局，但名稱略有差異。

## 四大排局

### 七星聚會
俗稱鬥七星，因各方各有七子故名。在《心武殘編》稱為七星同慶，《竹香齋》為七星拱斗，《淵深海闊》為七星曜形。此局著重車卒運用技巧。

### 野馬操田
又名野馬噪田，是車馬鬥車兵的排局。

### 蚯蚓降龍
將雙車對雙卒的相鬥比喻成龍與蚯蚓，暗示車雖強，但始終卻被卒所牽制。在《竹香齋》為尺蚓降龍。

### 千里獨行
是由實戰殘局基礎上創作的排局。在《心武殘編》為單槍趙雲，《竹香齋》為策杖獨行。